# It’s Not Unusual
It’s Not Unusual ist ein Lied, das 1965 von Les Reed und Gordon Mills geschrieben wurde. In der von Tom Jones gesungenen Version wurde das Lied ein international bekannter Hit und ein Nummer-eins-Hit in den englischen Charts. In den Vereinigten Staaten erreichte das Lied Platz 10 in den Billboard Hot Adult Contemporary Charts. It’s Not Unusual war Jones’ erster Charterfolg und wurde sein Erkennungslied.

## Rezeption
Das Lied wurde in verschiedenen Filmen als Filmmusik genutzt, etwa in Edward mit den Scherenhänden und Mars Attacks!, in dem Jones eine kleinere Nebenrolle hatte. Auch durch eine Darbietung in der Sitcom Der Prinz von Bel-Air erlangte das Lied in den 90ern erneute Bekanntheit. In der Fernsehserie Edel & Starck fungierte It’s Not Unusual als Titelmusik.
Das Lied wurde mehrfach gecovert, etwa von den Supremes, Florence Ballard, Rico Rodriguez und Cher.